# Storö naturreservat, Värmdö kommun
Storö naturreservat är ett naturreservat i Värmdö kommun i Stockholms län.
Området är naturskyddat sedan 1968 och är 83 hektar stort. Reservatet omfattar västra delen av Storö, Harö med två höjder och öppen mark emellan. Reservatet består av barrskog och hällmarker.